# 阿那律
阿那律（あなりつ、梵:Aniruddha アニルッダ、巴:Anuruddha アヌルッダ）とは、釈迦仏の十大弟子の一人であり、優れた洞察力を持つことから天眼第一と称せられた。
阿那律の名前は経典などによって表記が異なるが、他の音訳としては阿泥盧豆、阿奴律陀、阿那律陀、楼逗などがあり、これらを意訳すると如意、無滅、善意などとなる。

## 出身
釈迦の従弟とされるが、彼の出身や身辺には諸説ある。
1. 釈迦族の斛飯王(ドローノーダナ)の太子で、兄・摩訶男（マハーナーマン、カピラ城の大臣で、釈迦成道後に出家した摩訶男とは別人）の弟（五分律の説）。
2. 釈迦族の甘露飯王(アムリトーダナ)の太子で、前項2と同じ摩訶男の弟（大智度論の説）。

## 経歴
釈迦が故郷カピラ城に帰り、難陀(アーナンダ)、羅睺羅(ラーフラ)がまず仏弟子となるや、釈迦族の青年5百人が出家することになった。阿那律は兄の摩訶男と相談して彼が出家することになったという。或いは母親が兄弟共に出家させるのは忍びないので「跋提梨迦王（バドリカ、浄飯王が隠退した時にカピラ城の城主となった）が出家すれば、出家してもよい」と言われたので、彼は親友である跋提梨迦に事情を話して、7日の猶予の後に共に出家することになった。
インドのカースト制度では下層のシュードラ出身で調髪師だった優波離(ウパーリ)が、諸の王子を差し置いて釈迦より先に出家を許され、阿那律はその後に出家した際には、先に弟子になった人に礼拝し挨拶するという釈迦教団の儀礼に従い、阿那律ら王子たちが優波離に礼拝すると釈迦が「よくぞ釈迦族の高慢な心を滅した！」と讃じたという。
のちにコーサラ国の舎衛城にあった祇園精舎での釈迦の説法中に眠ってしまい、釈迦より叱責されると、不眠不休の誓いをたて、常坐不臥の修行をした。これに釈迦仏も心配され、眠ってもよいと諭されたが、彼はその誓いを全うしついに失明してしまった。しかしその失明により、天眼を得たとされる。
彼は過去世において、弗沙仏の末法の世で飢饉があり、飢えた縁覚衆（師に依らず独りで悟ろうとする人たち）に稗の飯を与え施した為に、現身に宝を得て、さらに91劫もの間には人天に生まれ果報を得て貧しさを味わわず、彼の願う事は皆、意の様になったという（中阿含経12、経律異相13）。
また針に穴を通し僧衣を縫おうとするも目が見えないために苦労している姿を釈迦仏が見て、助けたという（増一阿含経、大31,38.力品）。
釈迦の最後の布教の旅にも同行し、釈迦入滅において慟哭し悲嘆する弟子たちを慰め励ました。釈迦仏入滅後、阿難陀（アーナンダー）に指示してクシナガラのマッラ族に葬儀の用意をさせたともいわれる。